# Alubarén
Alubarén est une municipalité du Honduras, située dans le département de Francisco Morazán.

## Composition
Fondée en 1686, la municipalité d'Alubarén comprend comprend 4 villages et 46 hameaux.
| Code   | Villages      |
| ------ | ------------- |
| 080201 | Alubarén      |
| 080202 | La Concepción |
| 080203 | Los Tablones  |
| 080204 | Río Arriba    |

## Source de la traduction
- (es) Cet article est partiellement ou en totalité issu de l’article de Wikipédia en espagnol intitulé « Alubarén » (voir la liste des auteurs).